# SMS König Albert
SMS König Albert bylo čtvrté plavidlo bitevních lodí třídy Kaiser německého císařského námořnictva. Kýl lodi byl položen v 17. července 1910 v loděnici Schichau-Werke v Gdaňsku, na vodu byla spuštěna 27. dubna 1912 a do služby se dostala 31. července 1913. Hlavní výzbroj tvořilo deset děl ráže 305 mm (12 palců) v pěti věžích po dvou a dosahovala maximální rychlosti 22,1 uzlů (40,9 km/h). Prinzregent Luitpold byl přidělen k III. bitevní eskadře Širokomořského loďstva, ale později byl převeden ke IV. bitevní eskadře, kde sloužil po většinu první světové války
Spolu se sesterskými loděmi Kaiser, Kaiserin, Prinzregent Luitpold a Friedrich der Große se Prinzregent Luitpold podílel na většině hlavních operací floty první světové války, kromě bitvy u Jutska 31. května - 1. června 1916, protože se tou dobou nacházel v suchém doku. Jako jediná loď floty tak propásl největší námořní bitvu války. Koncem roku 1917 byla loď rovněž zapojena do operace Albion, útoku na Ruskem ovládané ostrovy v Rižském zálivu.
Po porážce Německa ve válce a podepsání příměří v listopadu 1918 byl König Albert a většina válečných lodí Širokomořského loďstva internován britským královským námořnictvem ve Scapa Flow. 21. června 1919 nařídil velitel internované floty kontradmirál Ludwig von Reuter potopení floty. König Albert byl v roce 1935 vyzdvižen a roku 1936 rozebrán do šrotu.